# Pamijahan (Ciawigebang)
Pamijahan is een bestuurslaag in het regentschap Kuningan van de provincie West-Java, Indonesië. Pamijahan telt 2040 inwoners (volkstelling 2010).